# Faure Peak
Faure Peak är en bergstopp i Antarktis. Den ligger i Västantarktis. Inget land gör anspråk på området. Toppen på Faure Peak är 3 940 meter över havet.
Terrängen runt Faure Peak är varierad. Faure Peak är den högsta punkten i trakten. Trakten är obefolkad. Det finns inga samhällen i närheten.